# توم باوتشر
توم باوتشر (بالإنجليزية: Tom Boucher)‏ (1 يناير 1873 بويست بروميتش في المملكة المتحدة - ) هو لاعب كرة قدم بريطاني (وحمل سابقاً جنسية المملكة المتحدة لبريطانيا العظمى وأيرلندا) في مركز الهجوم. لعب مع نادي بريستول روفيرز ونادي بريستول سيتي ونادي غيلينغهام ونوتس كاونتي ونادي ستوربريدج وBedminster F.C. ‏.